# Inspektorat C Okręgu Wilno Armii Krajowej
Inspektorat C Okręgu Wilno Armii Krajowej – terenowa struktura Okręgu Wilno Armii Krajowej.
Obejmował teren powiatu postawskiego i dziśnieńskiego. Dowódcą jego był mjr Stefan Świechowski „Sulima”, „Kalina”. 
Na wiosnę 1943 „Sulima” w walce z Niemcami został ciężko ranny. Inspektorat „C” włączono do Inspektoratu „B”. Obowiązki dowódcy połączonych Inspektoratów przejął mjr dypl. Mieczysław Potocki „Węgielny”.